# Sebastiaan Steur
Sebastiaan Steur (ur. 8 marca 1984 w Volendamie) – holenderski piłkarz występujący na pozycji pomocnika. Obecnie jest zawodnikiem Heraclesa Almelo.

## Kariera
Steur profesjonalną karierę rozpoczynał w drugoligowym klubie FC Volendam. W jego barwach zadebiutował 20 września 2002 w wygranym 3-2 ligowym pojedynku z HFC Haarlem. 8 grudnia 2002 strzelił pierwszego gola w zawodowej karierze. Było to w wygranym 4-3 ligowym meczu z SC Cambuur. W debiutanckim sezonie 2002/2003 w lidze wystąpił łącznie jedenaście razy. Na koniec rozgrywek ligowych zajął z klubem szóste miejsce w Eerste Divisie i po wygranych barażach awansował z nim do ekstraklasy. Tam pierwszy występ zanotował 17 sierpnia 2003 w przegranym 0-1 spotkaniu z SC Heerenveen. 18 kwietnia 2004 zdobył pierwszą bramkę w trakcie gry w Eredivisie. Było to w wygranym 4-2 pojedynku z NAC Breda. Na koniec sezonu uplasował się z klubem na przedostatniej, siedemnastej pozycji w Eredivisie i po przegranych barażach spadł z nim do drugiej ligi. Tam spędził jeszcze rok. W sumie w barwach Volendamu rozegrał 60 spotkań i zdobył 6 bramek.
W 2005 roku podpisał kontrakt z pierwszoligowym SC Heerenveen. Zadebiutował tam 26 sierpnia 2005 w przegranym 0-1 meczu z ADO Den Haag. W Heerenveen Steur nie zdołał wywalczyć sobie miejsca nawet na ławce rezerwowych i w ciągu całego sezonu wystąpił tam trzy razy.
W 2006 roku odszedł do Excelsioru Rotterdam. Pierwszy mecz zaliczył tam 19 sierpnia 2006 przeciwko Rodzie Kerkrade, przegranym 0-1. Regularnie grywał w pierwszym zespole Excelsioru. W sumie zagrał tam 45 razy i zdobył 5 bramek. W 2008 roku zajął z klubem ostatnie, osiemnaste miejsce w Eredivisie i spadł z nim do drugiej ligi. Wówczas postanowił jednak odejść z klubu.
Został zawodnikiem pierwszoligowego Heraclesa Almelo. Pierwszy występ zanotował tam 31 sierpnia 2008 w wygranym 3-1 spotkaniu z Feyenoordem.